# Qualificazioni al campionato mondiale di calcio 2010 - CAF - Fase finale, gruppo E

## Classifica
| Squadra        | P.ti | G | V | N | P | GF | GS | DR  |
| -------------- | ---- | - | - | - | - | -- | -- | --- |
| Costa d'Avorio | 16   | 6 | 5 | 1 | 0 | 19 | 4  | +15 |
| Burkina Faso   | 12   | 6 | 4 | 0 | 2 | 10 | 11 | -1  |
| Malawi         | 4    | 6 | 1 | 1 | 4 | 4  | 11 | -7  |
| Guinea         | 3    | 6 | 1 | 0 | 5 | 7  | 14 | -7  |

- Costa d'Avorio qualificato al mondiale e alla Coppa delle nazioni africane 2010.
- Burkina Faso e  Malawi qualificata alla Coppa delle nazioni africane 2010.

## Risultati

### Primo turno
| Arbitro: | Mohamed Benouza |

|                                           |           |                                  |
| Kéré 23’ Traoré 30’ Dagano 55’ (rig.) 71’ | Marcatori | 65’ (rig.) Feindouno 86’ Zayatte |

| Arbitro: | Djamel Haimoudi |

|                                                       |           |  |
| Romaric 1’ Drogba 6’ (rig.) 27’ Kalou 59’ B. Koné 70’ | Marcatori |  |

### Secondo turno
| Arbitro: | Kacem Bennaceur |

|  |           |            |
|  | Marcatori | 68’ Dagano |

| Arbitro: | Essam Abd El Fatah |

|              |           |                      |
| Bangoura 65’ | Marcatori | 43’ Koné 70’ Romaric |

### Terzo turno
| Arbitro: | Jérôme Damon |

|                        |           |                                           |
| Pitroipa 27’ Bance 78’ | Marcatori | 14’ Yaya Touré 54’ (aut.) Tall 70’ Drogba |

| Arbitro: | Khalid Abdel Rahman |

|                   |           |             |
| Feindouno 25’ 43’ | Marcatori | 88’ Msowoya |

### Quarto turno
| Arbitro: | Eddy Maillet |

|                                                                  |           |  |
| Panandetiguiri 9’ (aut.) Drogba 48’ 64’ Yaya Touré 54’ Keita 68’ | Marcatori |  |

| Arbitro: | Coffi Codjia |

|                 |           |              |
| Msowoya 46’ 59’ | Marcatori | 38’ Kalabane |

### Quinto turno
| Arbitro: | Abdellah El Achiri |

|            |           |            |
| Ngwira 64’ | Marcatori | 67’ Drogba |

| Arbitro: | Jamel Ambaya |

|         |           |                       |
| Bah 82’ | Marcatori | 37’ Dagano 59’ Bamogo |

### Sesto turno
| Arbitro: | Kenias Marange |

|                            |           |  |
| Gervinho 16’ 31’ Tiéné 67’ | Marcatori |  |

| Arbitro: | Essam Abd El Fatah |

|            |           |  |
| Dagano 47’ | Marcatori |  |